# Anna Francisca de Bruyns
Anna Francisca de Bruyns, às vezes conhecida como Anne Françoise de Bruyns, foi uma pintora barroca flamenga. Nasceu em 1604 em Morialmé (perto de Dinant, na província de Namur, na atual Bélgica). Proveniente de uma família de classe média alta e criada por parentes que eram empregados como artistas da corte de Bruyns. Foi ensinada a pintar por seu primo mais velho, Jacob Franquart, tendo iniciado sua produção aos dezessete anos e dizem que superou muitos pintores de seu tempo.

## Carreira
Com apenas onze anos, Anna Francisca de Bruyns demonstrou talento e interesse pelas artes. Em março de 1616, de Bruyns fez uma cópia magistral de uma impressão de cavaleiros mamelucos de Jan Swart van Groningen. Ela também fez cópias a caneta e tinta de impressões piedosas, como representações da Virgem Maria. Depois que adquiriu um nível de habilidade em desenho, ela foi enviada a Bruxelas para aprimorar suas habilidades sob a orientação de seu primo Jacob Franquart. Ele era muito sério com sua tutoria e em 1622, aos dezessete anos, de Bruyns fez um retrato de Franquart em uma placa de prata. Franquart também apresentou de Bruyns à Infanta Isabella Clara Eugenia, mostrando à futura soberana holandesa o retrato que Bruyns fez dela. Isabella ficou tão impressionada com o retrato que Anna foi contratada para criar quinze pequenas pinturas dos Mistérios do Rosário, que foram enviadas como um presente ao Papa Paulo V. Após o casamento de De Bruyn com Isaac Bullart em 1628, ficou muito mais difícil para ela encontrar tempo para pintar, mas ela ainda conseguiu produzir um número significativo de pinturas ao longo de sua vida.